# Siwa Góra
Siwa Góra – wzgórze o wysokości 447 m n.p.m. Znajduje się na Wyżynie Olkuskiej w paśmie wzniesień o nazwie Marmurowe Wzgórza, na południowy zachód od miejscowości Dębnik w województwie małopolskim na terenie leśnym położonym na obszarze miasta Krzeszowice (działka nr 498/1).
Na północno-wschodnim zboczu wzgórza (działka nr 497/73) znajduje się nieczynny kamieniołom najstarszego w tym rejonie łomu czarnego marmuru dębnickiego tzw. wapienia dębnickiego z okresu dewonu środkowego. To z niego wybudowano wiele obecnych zabytków Krakowa i okolic.